# ابوالفتح دولتشاهی
ابوالفتح میرزا دولتشاهی (۱۲۶۵–۱۳۵۰) شاهزاد قاجار و از مالکان بزرگ کرمانشاهان، دولتمرد دوره قاجار و پهلوی و نماینده مجلس شورای ملی بود. او عموی همسر رضا شاه بود اما چند سال را در زندان رضاشاه گذراند.
از خاندان دولتشاهی کرمانشاه و فرزند سلطان ابراهیم میرزا مشکوةالدوله، از نواده‌های دولتشاه میرزا فرزند فتحعلیشاه قاجار بود. مدتی را در اروپا گذراند و در جریان مشروطیت، از مشروطه‌خواهان بود. در جریان به توپ بسته شدن مجلس در سال ۱۲۸۷ از کسانی بود که در مسجد سپهسالار جنگیدند و مقاومت کردند. سپس در کرمانشاه در جنگ با سالارالدوله شرکت جست. در جنگ جهانی اول نیز به مهاجرین پیوست که در کرمانشاه به ریاست نظام‌السلطنه مافی دولت تشکیل دادند. در همین جریان نیز در سال ۱۲۹۴ دستگیر و به قزوین فرستاده و زندانی شد.
ابوالفتح میرزا در دوران حکومت پدرش در کرمانشاه مدتی نایب‌الحکومه بود و در اوائل سلطنت رضا شاه حاکم تهران و سپس حاکم بوشهر و پس از آن، والی فارس شد. برادرش غلامعلی میرزا مجلل‌الدوله پدر یکی از همسران رضا شاه (عصمت دولتشاهی) و رئیس تشریفات دربار او بود.
در دوان حکومت ابوالفتح میرزا در فارس، فرمانده لشکر آن ناحیه دست به سوءاستفاده‌های مالی زد که به قتل یکی از مالکان به نام ابراهیم فربد انجامید. وزیر دادگستری به شیراز رفت و رسیدگی کرد و به سوءاستفاده‌های فرمانده لشکر پی برد. در نتیجه هنگامی که رضا شاه سفری به شیراز کرد، دولتشاهی را به علت سهل‌انگاری و بی‌اطلاعی از کارهای فرمانده لشکر برکنار ساخت. شهربانی هم او را توقیف کرد.
دولتشاهی چند سال در زندان بود و وساطت برادرزاده‌اش عصمت دولتشاهی که همسر رضا شاه بود، نتیجه نداد تا اینکه پس از کناره‌گیری رضا شاه از سلطنت در شهریور ۱۳۲۰ آزاد شد. در سال ۱۳۲۱ که مسئولان شهربانی زمان رضا شاه محاکمه شدند، دولتشاهی از کسانی بود که علیه آنها در دادگاه شهادت داد.
در انتخابات میان‌دوره‌ای مجلس پانزدهم در کرمانشاه که به علت مرگ دکتر حسین معاون، یکی از نمایندگان کرمانشاه برگزار شد، به جای او انتخاب شد و در اواخر سال ۱۳۲۶ به مجلس شورای ملی راه یافت. در دوره بعد (شانزدهم) نیز نماینده کرمانشاه و در صف مخالفان دولت مصدق بود. پس از کودتای ۲۸ مرداد ۱۳۳۲ در دوره‌های هجدهم و نوزدهم باز هم به نمایندگی کرمانشاه انتخاب شد.
عصمت الملوک دولتشاهی همسر آخر رضاشاه برادرزاده او و مینو دولتشاهی همسر سابق حمیدرضا پهلوی(کوچکترین فرزند رضاشاه و عصمت الملوک دولتشاهی) دختر او بود.
ابوالفتح میرزا دولتشاهی داماد میرزا هاشم آشتیانی از روحانیون مهم تهران و نماینده مجلس شورای ملی بود. برادرش محمدعلی میرزا مشکوةالدوله نیز در زمان رضا شاه وزیر پست و تلگراف شد. برادرزاده‌اش مهرانگیز دولتشاهی نخستین سفیر زن ایران بود.